# Vim (détergent)
Pour les articles homonymes, voir Vim (homonymie).

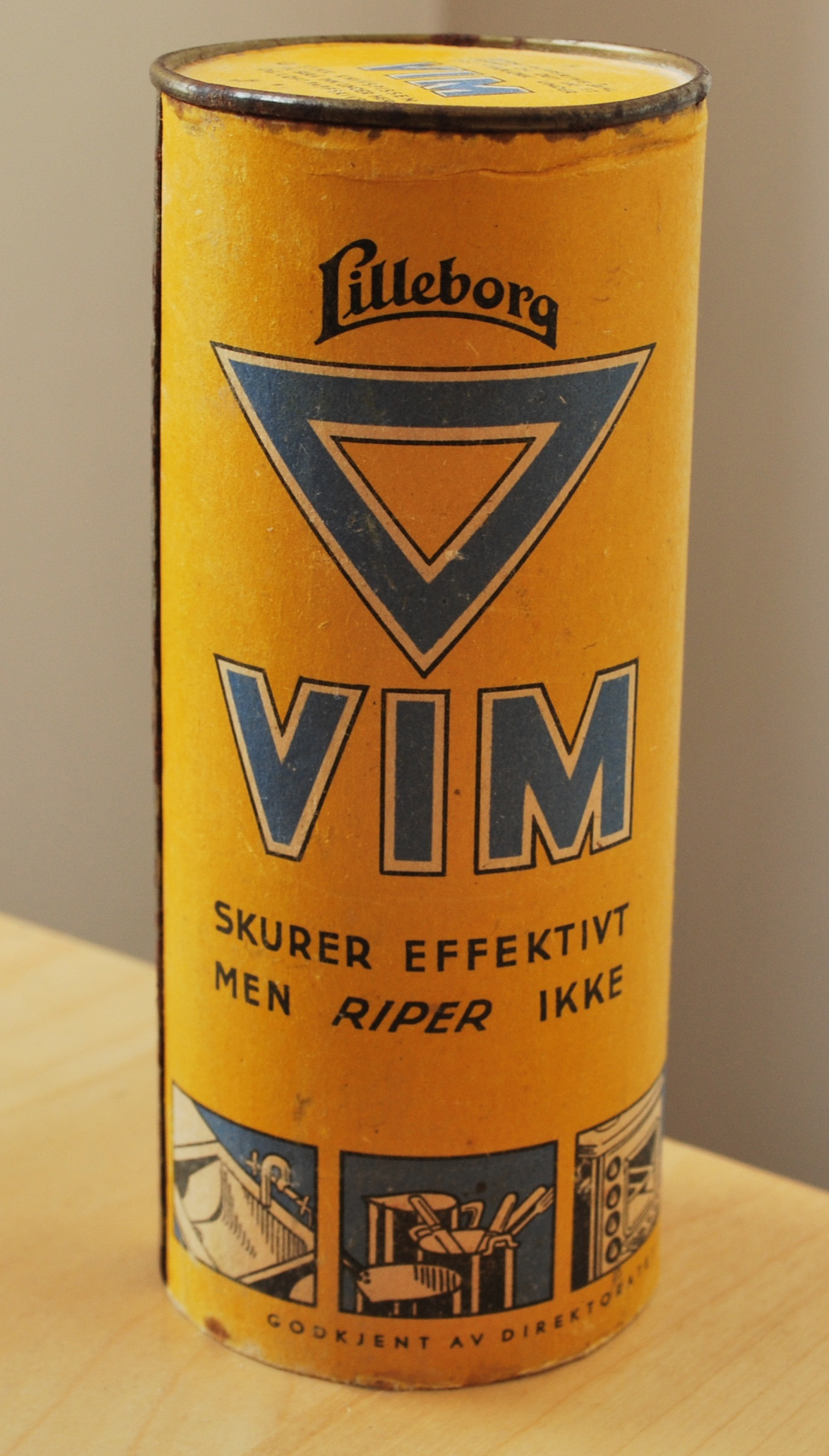
Une boîte de lessive VIM.

Vim est un détergent fabriqué par Unilever. 

## Histoire
Vim est actuellement rattaché à la ligne de produits Cif bien que la marque Vim soit plus ancienne. En effet, Vim est l'une des plus anciennes marques de la compagnie des frères William et James Lever tandis que la marque Cif ne date que de 1969.
Jusqu'en 1933 la marque Vim désignait uniquement une poudre à nettoyer ; le nom a ensuite été donné à toute une gamme de produits.

## Vim etVim
Certains programmeurs font circuler le jeu de mots suivant : Vim ne cherche pas à incorporer « tout sauf l'évier de la cuisine », mais si votre évier est sale, nettoyez-le avec Vim. Voir : Vim (logiciel) et noter que l'expression « tout sauf l'évier de la cuisine » est typique de l'humour anglais.